# Molauer Land
Molauer Land – gmina w Niemczech, w kraju związkowym Saksonia-Anhalt, w powiecie Burgenland, wchodzi w skład gminy związkowej Wethautal. Powstała 1 stycznia 2010 z połączenia czterech gmin: Abtlöbnitz, Casekirchen, Leislau oraz Molau.